# Ricagambeda
Ricagambeda était une déesse celtique vénérée dans la Grande-Bretagne romaine. 

## Inscription
L'existence de la déesse Ricagambeda est attestée par le biais d'une seule inscription (désignation: RIB 2107), sur une pierre d'autel trouvée à Birrens (le fort romain de Blatobulgium) dans ce qui est aujourd'hui Dumfries et Galloway, en Écosse. Selon l'inscription, l'autel a été élevé par des hommes de Vella servant avec la deuxième cohorte des Tongres en accomplissement d'un vœu à la déesse. 

## Étymologie
Xavier Delamarre a suggéré que son nom pourrait être lié au mot gaulois *ricā, signifiant sillon.